# Litopys UPA
Litopys UPA – seria książek (jak również nazwa wydawnictwa) wydawanych początkowo (od lat 70. XX wieku) w Kanadzie, a po uzyskaniu niepodległości przez Ukrainę,  na jej terytorium, publikujących dokumenty i relacje dotyczące historii Ukraińskiej Powstańczej Armii i podziemia zbrojnego OUN-B.
Wydano w sumie 67 książek w dwóch seriach, nie licząc innych książek związanych z tematem.
Ich wydawanie rozpoczęły wspólnie Związek Byłych Żołnierzy UPA Stanów Zjednoczonych i Kanady oraz Towarzystwo Byłych Żołnierzy UPA im. Tarasa Czuprynki w USA i Kanadzie.
Według Pera Andersa Rudlinga i Iwana Kaczanowskiego Litopys UPA omija lub „wybiela” niewygodne kwestie w historii OUN i UPA, takie jak masowe mordy i czystki etniczne na Wołyniu oraz totalitarna ideologia OUN. Zdaniem Jurija Kyryczuka dokumenty w Litopysie są dobrane tak, by pokazać UPA w pozytywnym świetle. Natomiast Grzegorz Motyka oceniał część tomów Litopysu wydanych w latach 1995–2000 „bardzo wysoko”, zwracając uwagę na opublikowane w nich dokumenty.
Jeden z redaktorów Litopysu UPA, Petro Poticzny, odrzuca twierdzenia o braku obiektywizmu tej publikacji.

## Serie Litopysu

### I seria
Pierwsza seria („kanadyjska”, „główna”) liczyła 46 tomów.
Bazuje ona na dokumentach, które przeniosły na Zachód przebijająca się oddziały UPA oraz kurierzy. Większość pochodzi z archiwum ZP UHWR. Wyjątkiem są trzy tomy dokumentów niemieckich, jeden polskich i radzieckich, oraz jeden tom dokumentów Kyryła Ośmaka, przewodniczącego UHWR. Trzy ostatnie tomy – 43, 44 i 46, zostały zredagowane na podstawie ukrytego archiwum, wykopanego w 2004 we wsi Ozerna w obwodzie tarnopolskim. Drugą organizacją, która posiadała najwięcej dokumentów, była ZCz OUN, jednak z różnych powodów Litopys UPA miał dostęp tylko do pojedynczych dokumentów z tego zbioru. Również próby nawiązania współpracy z Tarasem Borowciem oraz OUN-M nie zakończyły się sukcesem.

### II seria
Druga seria (nowa, kijowska, rozpoczęta w 1995 roku) liczy 13 tomów (następne są w przygotowaniu). Publikuje ona tylko dokumenty, głównie znajdujące się w archiwach Centralnego Komitetu KPU (CDAHOU), Rewolucji Październikowej (CDAWOU) i KGB, jak również w archiwach obwodowych.

### III seria
Trzecia seria – „Biblioteka (rozpoczęta w 2000 roku) prezentuje analizy i wspomnienia, chociaż wspomnienia znajdowały się również w serii drugiej. W ramach tej serii ukazało się do 2007 roku 9 książek.

## Tematyka Litopysu
Wiele uwagi w Litopysie poświęcono Wołyniowi – poświęcone mu są tomy 1, 2, 5, 27 pierwszej serii, 1, 2, 8, 11 drugiej serii i 1, 7 serii „Biblioteka”.
Tomy 6, 7 і 21 pierwszej serii zawierają niemieckie dokumenty o ukraińskim oporze na terenie Wołynia. Tomy 2-8 drugiej serii również powiązane są z Wołyniem i Polesiem. Ogólnie materiały o działalności UPA i całego podziemia zbrojnego na Wołyniu obejmują 18 tomów.
Drugi region, który szeroko opisywano w Litopysie, to Zakerzonia. Było to skutkiem zarówno dużej ilości materiałów historycznych z tego regionu, jak i to, że założycielami Litopysu byli głównie uchodźcy z Zakerzonia. Dokumenty z tego regionu włączono do tomów 13, 14, 16, 17, 22, 28-31, 33, 34, 37, 39 і 40 pierwszej serii i 2, 3 і 4 serii „Biblioteka”(razem 17 książek). 
Dokumenty z Podola, głównie z obwodu tarnopolskiego, opublikowano w tomach 11, 12, 43, 44 і 46 pierwszej serii i częściowo w tomach 3-8 drugiej serii.
Regionowi karpackiemu (ziemia drohobycka i stanisławowska) poświęcono tomy 3, 4, 18 i 19 pierwszej serii i tom 6 serii „Biblioteka”. 
Książki można podzielić następująco: wspomnienia wydano w pierwszej serii w tomie 5 („Wołyń i Polesie. Niemiecka okupacja”), t. 15 (wspomnienia Kostia Himmelreicha), t. 18 (wspomnienia grupy UPA „Howerla”), t. 27 (wspomnienia Romana Petrenki), t. 28 (wspomnienia Mariji Sawczyn „Mariczki”), t. 29 (wspomnienia Iwana Harasymiwa – absolwenta szkoły oficerskiej „Ołeni”), t. 30 (wspomnienia Stepana Stebelskiego i Ołeksy Konopadskiego), t. 31 (wspomnienia żołnierzy UPA z Roztocza), t. 37 (wspomnienia Iwana Łyka i Mykoły Terefenki) oraz w serii „Biblioteka” w t. 1 (wspomnienia Jurija Stupnickiego), t. 3 (wspomnienia Jarosława Hrycaja), t. 4 (wspomnienia Wasyla Łewkowycza, Iwana Wasyłewskiego-Putko i innych). Z 12 tomów wspomnień największe znaczenie mają wspomnienia Marii Sawczyn, które zostały wydane również w języku angielskim. Przetłumaczono również wspomnienia Jurija Stupnyćkiego. 
Podziemne kroniki opublikowano w siedmiu tomach (razem z książką, poświęconą UHWR, jest ich 8). Tom 1 drugiej serii mieści trzy biuletyny wydane przez Komendę Główną UPA. W tomie 3 і 4 pierwszej serii przedrukowano magazyn UPA „Czornyj Lis”, w tomie 16 – podziemne czasopisma Zakierzonia, w t. 17 wydano angielskojęzyczne wydawnictwa podziemne, a w tomie 24 – przedruk czasopisma „Ideja i Czyn”. 
Cztery tomy Litopysu poświęcono biografiom: Kyryła Ośmaka – przewodniczącego UHWR (tom 41 głównej serii), Kateryny Zaryckiej – szefa Ukraińskiego Czerwonego Krzyża (tom 8 serii „Biblioteka”). W 2007 roku na stulecie urodzin generała Romana Szuchewycza wydano dwa tomy: dokumenty (10 tom nowej serii) i wspomnienia (45 tom głównej serii). 
UHWR poświęcono cztery tomy – 8, 9, 10 і 26 pierwszej serii. 
W dwóch tomach pierwszej serii – 23 i 32 zebrano materiały traktujące o medycznej służbie UPA. Te tematy poruszają również tomy 2 i 8 drugiej serii, oraz 7 tom serii „Biblioteka” (autor – Wołodymyr Kowalczuk). 
Poległym żołnierzom UPA poświęcono dwa tomy pierwszej serii – 11 і 36. Pierwszy z nich dotyczy Tarnopolszczyzny, a drugi – Lwowszczyzny. Informacje o poległych żołnierzach UPA znajdują się również w innych książkach, jak na przykład w tomach 33, 39, 40, oraz w książce „Powstanśki Mohyły”. Informacje na ten temat można również znaleźć w dalszych tomach serii, oraz w publikowanych materiałach radzieckich. 
Dwa tomy serii Biblioteka - t. 5 (Ziemia lwowska), i t. 6 (Ziemia drohobycka) – to rejestr osób związanych z walką narodowowyzwoleńczą. Umieszczono tam również nazwiska kolaborantów. W tomach 43, 44 і 46 pierwszej serii zamieszczono protokoły przesłuchań SB OUN z Tarnopolszczyzny. 
Teksty i nuty ponad 600 pieśni UPA, które zebrał i opracował kompozytor Zenowij Ławryszyn, zamieszczono w tomie 25 pierwszej serii. Tom 38 przedstawia schematy i opisy schronów i bunkrów UPA, znalezione w Archiwum Wojsk Wewnętrznych ZSRR.
Radzieckie protokoły przesłuchań wziętych do niewoli dowódców UPA, których potem rozstrzelano, opublikowano w tomie 9 drugiej serii. Publikowane tam dokumenty szczegółowo opisują strukturę organizacyjną podziemia ukraińskiego i jego działalność. Następny tom tych materiałów powinien ukazać się w 2008 roku.
Tomy 20 - 35 – to uzupełnienia do całego wydania (w tomach 1 – 34 pierwszej serii, 1 – 3 drugiej serii, 1 – 3 serii „Biblioteka” oraz książka „Powstanśki Mohyły”). 
Historia, działalność i biografie wszystkich, którzy przyczynili się do wydawania Litopysu, zostały zamieszczone w tomie 42 serii głównej. 
Jako uzupełnienie Litopysów, corocznie od 2004 wydaje się ilustrowane zdjęciami kalendarze, dotyczące tematyki UPA.
Oprócz własnych książek, Wydawnictwo „Litopys UPA” dopomogło wydać książki: Eugeniusza Misiły „Powstanśki mohyły”, czterotomowy wybór utworów Wołodymyra Makara „Spomyny i rozdumy” oraz w wersji angielskiej pracę „Polityczna dumka ukrajinśkoho pidpilja 1943–1951”, wydaną w 1986 roku przez Kanadyjski Instytut Studiów Ukraińskich.

## Komitet Wydawniczy Litopysu UPA
W skład Komitetu wchodzili: M. Bochno, O. Cylupa, O. Dolnycky, I. Homziak, Paraska Hrycaj, Jarosława Fil, M. Koszyk, M. Kowalczyn, B. Kowałyk, M. Kułyk, R. Kułyk, Kateryna Laluk, M. Łuszczak, M. Migus, P. Mycak, Emilia Nahirna-Zinko, A. Poticznyj, Petro Poticznyj, Maria Pyskir, Modest Ripeckyj, S. Rohatynskyj, I. Rosił, M. Roszetskyj, S. Szpak, Jewhen Sztendera, Natalia Sołtys, I. Terefenko, I. Wasyłewskyj-Putko, O. Zyhar.